# Cadurcoteri
Els cadurcoteris (Cadurcotherium) són un gènere extint de mamífers perissodàctils de la família dels aminodòntids que visqueren a Àsia i Europa durant l'Oligocè, fa entre 23 i 33,9 milions d'anys. Se n'han trobat restes fòssils a Bòsnia i Hercegovina, Espanya, França, el Pakistan i Suïssa. Devien tenir una probòscide curta, com la dels tapirs d'avui en dia. Foren els últims aminodòntids a desaparèixer, cosa que feren 10 milions d'anys més tard que la resta de la família. El nom genèric Cadurcotherium significa ‘bèstia dels cadurcs’, en referència a una tribu celta que visqué al Carcí durant l'edat antiga.